# موسى هاريس
موسى هاريس (بالإنجليزية: Moses Harris)‏ هو جندي أمريكي، ولد في 8 أكتوبر 1837 في Andover, New Hampshire ‏ في الولايات المتحدة، وتوفي في 27 يونيو 1927 في نيويورك في الولايات المتحدة.